# 범피 (비디오 게임)
《범피》(Bumpy) 또는 《범피의 아케이드 판타지》(Bumpy's Arcade fantasy)는 1992년 로리시엘이 만든 DOS 게임이다.

## 설명
공 모양처럼 생긴 주인공이 과자같은 아이템을 먹고 탈출구로 탈출하는 게임이다.

## 스테이지
총 9개의 대스테이지로 구성되었다. 사탕, 놀이동산, 미래도시, 사격게임, 동굴편은 15개의 스테이지가 있고 나머지는 12개의 스테이지가 있다.
1. 사탕 편
2. 놀이동산 편
3. 미래도시 편
4. 극장 편
5. 패스트푸드 편
6. 사격게임 편
7. 우주 편
8. 동굴 편
9. 범피 밴드 편

## 같이 보기
- 볼피드
- 페르시아 왕자
- 스타워즈 2
- 시발 원숭이